# Stenoma simulatrix
Stenoma simulatrix is een vlinder uit de familie grasmineermotten (Elachistidae). De wetenschappelijke naam van deze soort is voor het eerst geldig gepubliceerd in 1914 door Meyrick.
De soort komt voor in tropisch Afrika.